# Miniopterus brachytragos
Miniopterus brachytragos — вид родини Довгокрилові (Miniopteridae), ссавець ряду лиликоподібні (Vespertilioniformes, seu Chiroptera).

## Етимологія
Етимологія: Назва походить від грецького brachys «короткий» і Tragos, тобто «козел», слово в результаті, запозичене в новолатинську означає «козелок», і був обраний, оскільки цей таксон легко відрізнити від його родичів за його зменшеним козелком.

## Морфологія
Невеликого розміру, із загальною довжиною між 83 і 92 мм, довжина передпліччя між 35 і 38 мм, довжина хвоста між 38 і 43 мм, довжина стопи між 5 і 6 мм, довжина вух 9 і 11 мм, а вага до 6,3 г.
Шерсть коротка і рідкісна. Загальне забарвлення тіла варіює від коричневого до темно-коричневого кольору, волосся на черевній частині мають кінчики жовто-коричневого кольору. Лоб дуже високий, ніс вузький і з дуже маленькими ніздрями. Вуха маленькі, круглі й з кінцем злегка витягнутим. Козелки короткі, потовщені, і з круглим кінцем або злегка загострені. Крилові мембрани коричневі. Хвіст дуже довгий.

## Середовище проживання
Цей вид поширений на крайній півночі й центральному заході Мадагаскару. Він живе в сухих лісах, порушених і галерейних лісах між 100 і 320 метрів над рівнем моря.

## Життя
Харчується комахами. Спочиває у вапнякових печерах.